# Aphis pomi
Espèce
Aphis pomi, le puceron vert du pommier ou puceron vert non migrant du pommier, est une espèce d'insectes hémiptères de la famille des Aphididae, originaire de l'Ancien monde, qui parasite certains arbres fruitiers de la famille des Rosaceae (pommiers, poiriers, cognassiers).

## Description

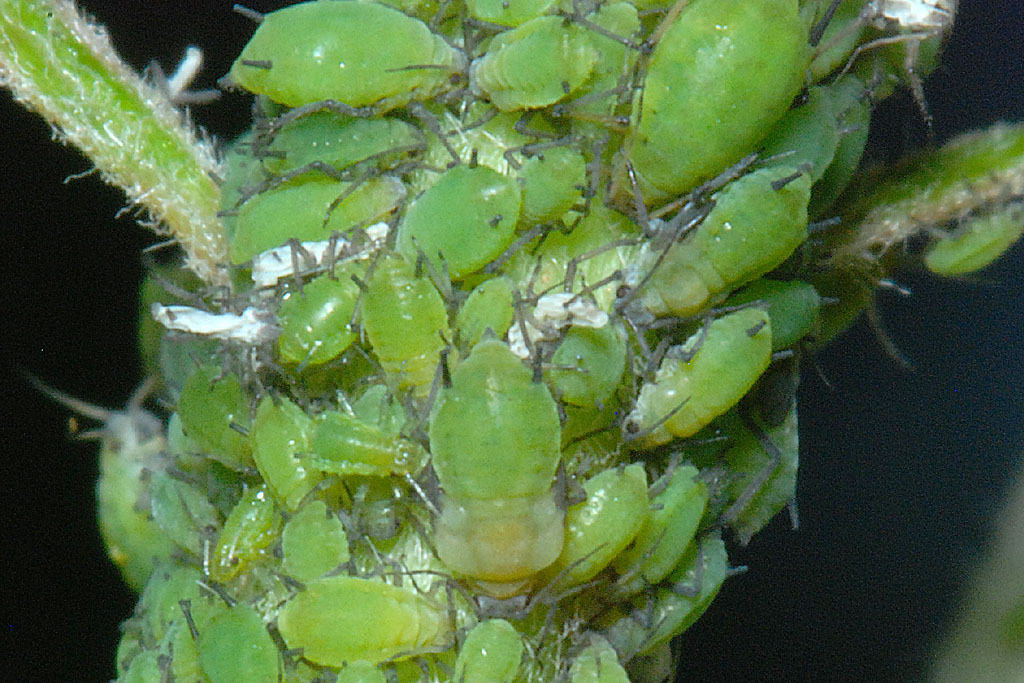
Colonie de pucerons verts sur un pommier sauvage.

Les femelles aptères ont le corps jaune-vert et mesurent entre 1,5 et 2 mm. Leur tête est brune et leur corps est de forme ovale. Elles possèdent également des tubercules latéraux marginaux. Leurs antennes sont de couleur jaune et comptent six segments. Celles-ci sont plus courtes que le corps. Leurs tubercules antennaires sont peu développés. Les siphoncules sont cylindriques, longs et de couleur noire.
Les femelles ailées mesurent entre 1,8 et 2 mm. La tête, le thorax, les antennes, les pattes et les siphoncules sont noirs. L'abdomen est vert avec des taches circulaires latérales noires sur les segments VI à VIII.
Les œufs sont de forme ovale et de couleur noire.
Cette espèce ressemble beaucoup à d'autres, comme Aphis spiraecola. 

## Ennemis naturels
Plusieurs espèces d'insectes endoparasitoïdes attaquent le puceron vert du pommier. Parmi ceux-ci on retrouve cinq espèces d'hyménoptères de la famille des Braconidae : Binodoxys angelicae, Ephedrus persicae, Ephedrus plagiator, Lysiphlebus fabarum et Monoctonus cerasi.
Parmi les prédateurs, on retrouve la cécidomyie du puceron (Aphidoletes aphidimyza), une petite mouche de la famille des Cecidomyiidae. Ses larves sont des prédatrices qui s'attaquent à plusieurs espèces de pucerons. La larve de cécidomyie du puceron peut tuer jusqu'à une soixantaine de pucerons par jour.
Les fourmis sont souvent présentes dans les colonies, se nourrissant du miellat sécrété par les pucerons. La présence des fourmis est bénéfique pour les pucerons car celles-ci découragent et éliminent les prédateurs susceptibles de s'en nourrir ; il s'agit notamment des larves du moucheron Aphidoletes aphidimyza  et des parasitoïdes qui pondent leurs œufs dans les nymphes. Les infestations importantes de pucerons peuvent provoquer des pousses rabougries, des fruits déformés et une chute prématurée des feuilles, surtout pour les jeunes arbres. 
Une moisissure noire peut se former à la suite de l'excès de sécrétion de miellat.

## Synonymes
Selon Catalogue of Life (13 mars 2015) :
- Aphis crataegi Buckton, 1879,
- Aphis cydoniae Boisduval, 1867,
- Aphis mali Fabricius, 1775,
- Aphis pomi De Geer, 1773,
- Aphis pomu Pashtshenko, 1997,
- Aphis pyri mali Fabricius, 1775,
- Doralis pomi (De Geer, 1773).